# Marguerite Gaspard
Marguerite Gaspard, née Perrou à Bordeaux le 21 octobre 1916 et morte à Arcachon le 5 février 2013, est une athlète française.

## Carrière
Marguerite Gaspard est éliminée en séries du 100 mètres aux Jeux olympiques d'été de 1936 à Berlin.
Elle est sacrée championne de France du 200 mètres en 1934, 1935, 1936, 1937, 1938 et 1939, et championne de France du 100 mètres en 1936 et 1937.